# Hairspray (musical)
Hairspray è un musical con musiche di Marc Shaiman, parole di Scott Wittman e libretto di Mark O'Donnell e Thomas Meehan. Il musical è ispirato al film del 1988 Grasso è bello e racconta di Tracy, una ragazza sovrappeso che sogna di ballare.
Lo spettacolo ha debuttato a Broadway nel 2002 ed è rimasto in scena per 2642 repliche fino al 4 gennaio 2009; la produzione di Broadway ha vinto otto Tony Awards, tra cui miglior musical, miglior colonna sonora, miglior attrice protagonista (Marissa Jaret Winokur) e miglior attore protagonista (Harvey Fierstein) e non protagonista (Dick Latessa).
Hairspray ha debuttato a Londra nello Shaftesbury Theatre del West End nel 2007 ed è rimasto in scena per quasi tre anni, vincendo quattro Laurence Olivier Award. Nel 2010 il musical arriva in Italia con Simone Di Pasquale e Stefano Masciarelli.

## Numeri musicali
Primo atto
- "Good Morning Baltimore" – Tracy and Ensemble
- "The Nicest Kids in Town" – Corny e ballerini
- "Mama, I'm a Big Girl Now" – Edna, Tracy, Prudy, Penny, Velma, Amber e ragazze
- "I Can Hear the Bells" – Tracy
- "The Legend of Miss Baltimore Crabs" – Velma
- "The Madison"
- "The Nicest Kids in Town (Reprise)" – Corny e ballerini
- "It Takes Two" – Link, Tracy
- "Velma's Revenge" – Velma
- "Welcome to the 60's" – Tracy, Edna, Mr. Pinky
- "Run and Tell That" – Seaweed, Little Inez e ragazzi in punizione
- "Big, Blonde and Beautiful" – Motormouth, Little Inez, Tracy, Edna, Wilbur

Secondo atto
- "The Big Dollhouse" – Matron, Edna, Velma, Tracy, Amber, Penny, Motormouth, Little Inez
- "Good Morning Baltimore (Reprise)" – Tracy
- "You're Timeless to Me" – Edna e Wilbur
- "You're Timeless to Me (Reprise)" - Edna e Wilbur
- "Without Love" – Tracy, Link, Penny, Seaweed
- "I Know Where I've Been" – Motormouth ed ensemble
- "It's Hairspray" – Corny
- "Cooties" – Amber
- "You Can't Stop the Beat" – Tracy, Link, Penny, Seaweed, Edna, Wilbur, Motormouth, Velma, Amber